# DMX (rapper)
Earl Simmons (Mount Vernon (New York), 18 december 1970 – White Plains (New York), 9 april 2021), beter bekend als DMX (Dark Man X of Dog Man X), was een Amerikaanse hiphopartiest en acteur. Ook was hij lid van de rapgroep Ruff Ryders. DMX werd in 1998 bekend bij het grote publiek na het uitbrengen van zijn debuutalbum It's Dark and Hell Is Hot. Zijn muziekstijl wordt ook wel hardcore rap genoemd, vaak met gegrom en 'hondengeblaf' door de nummers heen (zijn handelsmerk). Op zijn rug stond een tatoeage met de tekst "One Love Boomer". Boomer verwees naar zijn eerste hond.

## Carrière

### Muziek
Simmons groeide op in Yonkers, een stad in de staat New York. Rappen deed hij al vanaf zijn dertiende en zijn bijnaam DMX kreeg hij ook in Yonkers. Zo rapte hij onder andere tegen Jay-Z en 50 Cent. Op school ging het niet zo goed: Simmons stopte met school en rolde het criminele circuit in om rond te komen. Ondertussen groeide zijn naam als rapartiest in New York. Door mee te doen aan battles werd hij bekender. Hoewel hij voortdurend in de gevangenis belandde, besloot hij zich serieus op een rapcarrière te storten, en hij vond onderdak bij Ruff Ryders.
In 1997 tekende DMX een platencontract bij Def Jam Recordings. Voordat hij zijn eerste album It's Dark and Hell Is Hot uitbracht, maakte hij nummers met LL Cool J en Ma$e. Zijn eerste album was een commercieel succes in de Verenigde Staten en werd door velen gezien als de wederopstanding van de hardcore rap na de dood van Tupac Shakur (met wie DMX al snel vergeleken werd) en The Notorious B.I.G. Uiteindelijk werden er meer dan 4 miljoen albums verkocht. Het tweede album, Flesh of my Flesh, Blood of my Blood, kwam in 1998 uit en deed het wederom goed.
In 1999 verscheen het album ...And Then There Was X. Het was tot dan toe het succesvolste album van DMX. Het album bevat onder andere het nummer "Party Up (Up in Here)". Dat jaar is hij ook betrokken bij het album Juxtapose van Tricky. Later volgden nog de albums The Great Depression (2001) en Grand Champ (2003) met de tracks "Where the Hood At?" en "Get It on the Floor". "Where the Hood At?" is een dissrap tegen Ja Rule. In 2006 brak DMX met Def Jam Records en bracht hij zijn nieuwe album uit bij Sony Entertainment. Het album, Year of the Dog... Again, verscheen op 1 augustus. De singles van dat album waren "We in Here" en "Lord Give Me a Sign".
Rond augustus 2008 verschenen weer twee nieuwe albums. Het eerste heette Walk with Me Now, met daarop de tracks "Already" en "Spit that Shit" (die laatste was te horen in een video van Bodog Music), het tweede album, met gospelmuziek, heette You'll Fly with Me Later.

### Acteerwerk
De eerste film van DMX was Belly (waarvan in 2008 een vervolg werd uitgebracht), een dramafilm met ook andere rappers, zoals Nas en Method Man. DMX speelde twee keer in een film van Jet Li: in 2000 speelde hij een rol in Romeo Must Die. De soundtrack van die film bevat ook een bijdrage van DMX. Drie jaar later speelde hij met Li de hoofdrol in Cradle 2 the Grave. Tussendoor speelde hij in 2001 samen met Steven Seagal in Exit Wounds.

### Faillissement
Op 29 juli 2015 vroeg DMX faillissement aan, alhoewel hij bijna 30 miljoen platen had verkocht. DMX was vader van 15 kinderen en zou ook meer dan 1 miljoen betalen aan alimentatie.

### Overlijden
Simmons kreeg op 2 april 2021 een hartaanval. Mogelijk kreeg hij zijn fatale hartaanval door een overdosis. Hij combineerde immers fentanyl met heroïne, waarvan de gevolgen niet altijd bekend zijn. Een week later overleed hij in het ziekenhuis van White Plains.
In 2024 bracht metalband Five Finger Death Punch een nieuwe versie uit van de single This Is The Way van DMX, waarop hij zelf ook te horen was. De single bereikte de nummer 1-positie in de Billboard Hot 100.

## Discografie

### Albums
| Album met eventuele hitnotering(en) in de Nederlandse Album Top 100 | Datum van verschijnen | Datum van binnenkomst | Hoogste positie | Aantal weken | Opmerkingen |
| ------------------------------------------------------------------- | --------------------- | --------------------- | --------------- | ------------ | ----------- |
| It's Dark and Hell Is Hot                                           | 1998                  |                       |                 |              |             |
| Flesh of My Flesh, Blood of My Blood                                | 1998                  |                       |                 |              |             |
| ...And Then There Was X                                             | 1999                  | 08-01-2000            | 64              | 15           |             |
| The Great Depression                                                | 2001                  | 03-11-2001            | 25              | 15           |             |
| Grand Champ                                                         | 2003                  | 27-09-2003            | 28              | 7            |             |
| Year of the Dog... Again                                            | 2006                  | 05-08-2006            | 70              | 4            |             |
| Undisputed                                                          | 2012                  |                       |                 |              |             |

| Single met eventuele hitnotering(en) in de Nederlandse Top 40 | Datum van verschijnen | Datum van binnenkomst | Hoogste positie | Aantal weken | Opmerkingen                           |
| ------------------------------------------------------------- | --------------------- | --------------------- | --------------- | ------------ | ------------------------------------- |
| What You Want                                                 | 2000                  | 14-10-2000            | 37              | 4            | met Sisqó Nr. 32 in de Mega Top 100   |
| Come Back in One Piece                                        | 2000                  | 09-12-2000            | tip4            | -            | met Aaliyah Nr. 59 in de Mega Top 100 |
| This Is The Way                                               | 2024                  | 05-04-2024            | -               | -            | met Five Finger Death Punch           |

- Bibsys: 1533887361342
- Biblioteca Nacional de España: XX1599904
- Bibliothèque nationale de France: cb140120650 (data)
- Gemeinsame Normdatei: 124713556
- International Standard Name Identifier: 0000 0000 5516 8709
- Library of Congress Control Number: no98096051
- MusicBrainz: f3bf61f8-97d4-4e52-a73d-2ddbbe8196c8
- Nationale Bibliotheek van Tsjechië: xx0227396
- Nederlandse Thesaurus van Auteursnamen: 241107946
- Système universitaire de documentation: 254689205
- Virtual International Authority File: 28011765